# غروسر برايس ديس كانتونس أرجو 2017
غروسر برايس ديس كانتونس أرجو 2017 (بالفرنسية: GP du canton d'Argovie )‏ هو سباق دراجات هوائية، وهو الموسم رقم 54 من نفس السباق، وأقيم في 8 يونيو 2017، وامتدّ لمسافة 188.7 كيلومتر، وهو أحد سباقات طواف أوروبا للدراجات 2017، وقد شارك في السباق 136 متسابقاً ووصل إلى نهايته 108 متسابقاً.
فاز فيه بالمركز الأول ساشا مودولو، وبالمركز الثاني جون ديجينكولب، وبالمركز الثالث نيكولو بونيفازيو.

## الفرق
| فرق عالمية (10)- Astana - Dimension Data - Trek-Segafredo - BMC Racing Team - UAE Team Emirates - Orica-Scott - Katusha-Alpecin - Bora-Hansgrohe - Bahrain-Merida - AG2R La Mondiale فرق قارية محترفة (5)- سبورت فلاندرين بالويس 2017 ‏ - Wanty-Groupe Gobert - أندروني جوكاتولي-سيدرمك ‏ - غازبروم روسفيلو ‏ - نيبو-فيني فانتيني 2017 ‏ فرق قارية (2)- Akros–Excelsior–Thömus ‏ - فورارلبرغ 2017 ‏ فريق وطني- فريق سويسرا لركوب الدراجات 2017 ‏ |  |
| |  |

## التصنيف العام النهائي
| التصنيف العام | التصنيف العام             | التصنيف العام   | التصنيف العام      | التصنيف العام |        |
| الدراج        | الدراج                    | البلد           | الفريق             | الوقت         | السرعة |
| ------------- | ------------------------- | --------------- | ------------------ | ------------- | ------ |
| 1.            | ساشا مودولو               | إيطاليا         | فريق الإمارات      | 4 س 26 د 22 ث |        |
| 2.            | جون ديجينكولب             | ألمانيا         | تريك سيغافريدو     | + 0 ث         |        |
| 3.            | نيكولو بونيفازيو          | إيطاليا         | البحرين ميريدا     | + 0 ث         |        |
| 4.            | مايكل ألباسيني            | سويسرا          | أوريكا سكوت        | + 0 ث         |        |
| 5.            | ريناردت جانس فان رينسبورغ | جنوب أفريقيا    | دايمنشن داتا       | + 0 ث         |        |
| 6.            | بابتيست بلانكايرت         | بلجيكا          | كاتوشا ألبيسين     | + 0 ث         |        |
| 7.            | ماركو كانولا              | إيطاليا         | Nippo-Vini Fantini | + 0 ث         |        |
| 8.            | Pierpaolo De Negri ‏       | إيطاليا         | Nippo-Vini Fantini | + 0 ث         |        |
| 9.            | أوسكار جاتو               | إيطاليا         | أستانا             | + 0 ث         |        |
| 10.           | سام بينيت                 | جمهورية أيرلندا | بورا هانسغروه      | + 0 ث         |        |

## وصلات خارجية
- الموقع الرسمي
- غروسر برايس ديس كانتونس أرجو 2017 على موقع إحصائيات الدراجات الإحترافية (الإنجليزية)